# Hut Point Peninsula
Hut Point Peninsula (norska: Hut Point-halvøya) är en udde i Antarktis. Den ligger i Östantarktis. Nya Zeeland gör anspråk på området.
Terrängen inåt land är varierad. Havet är nära Hut Point Peninsula åt nordväst. Trakten är glest befolkad. Närmaste befolkade plats är McMurdo Station, 9,7 kilometer söder om Hut Point Peninsula. 